# Rue de Manille
La rue de Manille est une voie nantaise.

## Situation et accès
Située dans le quartier Malakoff - Saint-Donatien la rue est une voie bitumée, rectiligne, qui relie le boulevard de Stalingrad à la rue de Coulmiers. Ouverte à la circulation automobile, elle est à sens unique et assure une desserte dans le sens nord/sud, délestant ainsi une partie du trafic de l'extrémité sud de la rue de Coulmiers qui, également à sens unique, assure une desserte dans le sens inverse. Sur son tracé, elle rencontre successivement l'allée de la Cigarière et la place de la Manu, situées sur son côté ouest.

## Origine du nom
Le nom fait référence à Manille, la capitale des Philippines, l'un des pays producteurs de tabac au monde.

## Historique
D'après Édouard Pied, la décision de créer cette artère serait le résultat des pourparlers effectués en 1861-1862 pour l’ouverture des rues destinées à isoler la manufacture des tabacs à l'ouest de la voie, des maisons du quartier à l'est.
Son nom lui est attribué le 18 août 1874.
Les travaux de réhabilitation de la manufacture au début des années 1980, entraînèrent la destruction de deux bâtiments qui bordaient la rue (le réfectoire et un magasin d'entreposage), isolant de celle-ci les deux cours intérieures qui se trouvaient derrière dont l'une a été baptisée « place de la Manu ».

## Voies adjacentes

### Allée de la Cigarière
Allée piétonne parcourant en diagonale l'une des cours intérieures de l'ancienne manufacture des tabacs laquelle s'ouvre sur son côté est sur la rue de Manille. Une œuvre de Gaston Watkin intitulée Les Compagnons de travail orne l'ancienne cour.

### Place de la Manu
Entourée sur trois côtés par les bâtiments de la manufacture des tabacs dont elle constituait autrefois l'une des cours intérieures (un quatrième bâtiment situé sur le côté est, abritant un magasin, fut démoli lors de travaux de réhabilitation), cet espace piétonnier et arboré s'ouvre à l'est sur la rue de Manille. À l'ouest de la place, se trouve une statue intitulée La Cigarière, œuvre de Jacques Raoult. Sur le côté nord, au no 2, demeure également l'auberge de jeunesse de la ville.

### Coordonnées des lieux mentionnés
1. ↑  Allée de la Cigarière : 47° 13′ 11″ N, 1° 32′ 07″ O
2. ↑  Place de la Manu : 47° 13′ 12″ N, 1° 32′ 07″ O